# Высочайший
ПАО «Высочайший» (GV Gold) — российская горнодобывающая компания, входит в десятку ведущих золотодобывающих предприятий России.
Штаб-квартира — в  г. Бодайбо (Иркутская область).
Основана в 1998 году в целях освоения золоторудного месторождения «Голец Высочайший» Бодайбинского района Иркутской области.
Компания ведет деятельность в двух регионах России: Иркутской области и Республике Саха (Якутия), где расположены производственные активы и проводятся масштабные геологоразведочные работы.
Компания сегодня
- Объем производства золота в 2020 году - 272,2 тыс. унций; в 2023 году — 258 тыс. унций[3].
- 4 горно-обогатительных комбината с общей мощностью фабрик около 10,5 млн. т руды в год[3]
- Диверсифицированный портфель из 20 добычных и разведочных лицензий.
- Ресурсы 8,3 млн. унций М,I&I (235 тонн)[4].
- Запасы 5,3 млн. унций P&P (150 тонн)[4].
- Опыт открытия и разведки новых месторождений.
- Приверженность российским и зарубежным стандартам экологической безопасности, охраны труда и промышленной безопасности.
- Доверие крупного инвестора-акционера: Blackrock 17,99%.
- Стабильная выплата дивидендов в размере 30% от EBITDA.

## Основные этапы развития компании
- 1998 г. Создание компании и получение лицензии на месторождение Голец Высочайший
- 2000 г. Утверждение запасов месторождения Голец Высочайший
- 2001 г. Пуск пилотной фабрики (ЗИФ-1). Начало производства золота
- 2002—2003 гг. Проектирование и строительство ЗИФ-2 на месторождении Голец Высочайший
- 2004 г. Пуск первой линии ЗИФ-2 месторождения Голец Высочайший
- 2006 г. Пуск второй линии ЗИФ-2 месторождения Голец Высочайший
- 2007 г. Приобретение 20 % доли фондом BlackRock при оценке компании в 0,5 млрд. $США
- 2008—2009 гг. Приобретение ключевых лицензий (м. Большой Куранах и Восточная часть Хомолхинского рудного поля)
- 2009 г. Приобретение лицензий на месторождения Ыканское и Ожерелье
- 2010 г. Пуск первой линии ЗИФ-3 месторождения Голец Высочайший
- 2011 г. Приобретение 5 % доли банком ЕБРР при оценке компании в 1 млрд. $США.Выход ЕБРР из числа акционеров в 2017 г. Пуск ЗИФ-4 месторождения Большой Куранах
- 2012—2013 гг. Приобретение лицензий на Тарынском рудном поле (Дражное и Центральная часть)
- 2014 г. Приобретение лицензий на Западный Докукан и Патомский
- 2015—2016 гг. Строительство новых ГОКов: «Тарын» в Республике Саха (Якутия) и «Угахан» в Иркутской области.
- 2017 г. Запущен в эксплуатацию Тарынский ГОК[5] и ГОК «Угахан»
- 2021 г. Уральская горно-металлургическая компания подала ходатайство в ФАС о приобретении компании «Высочайший»[6].

## Деятельность
Иркутская бизнес-единица

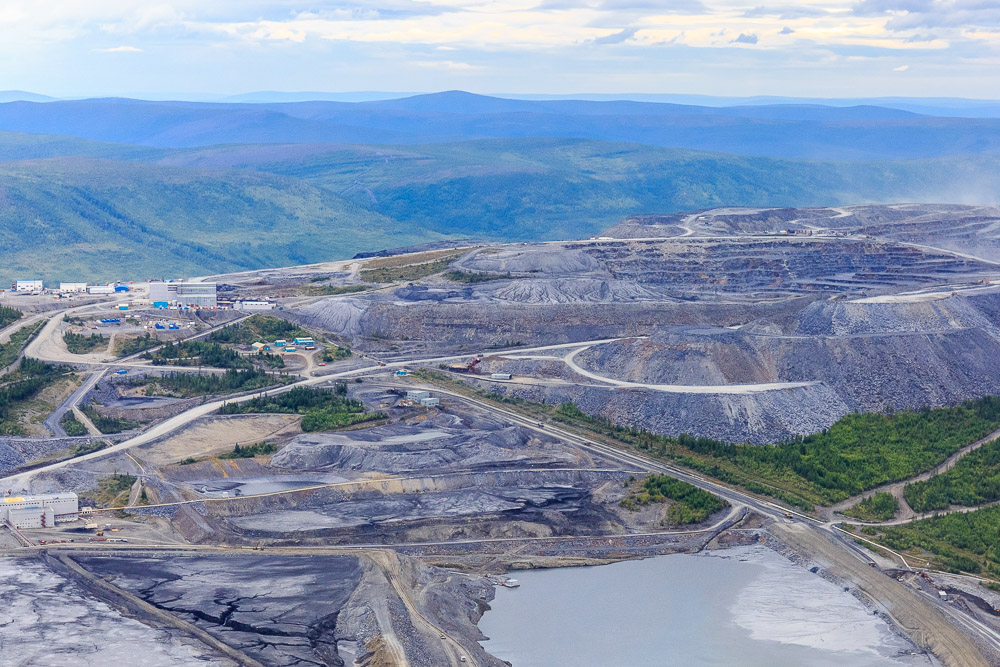
ГОК "Высочайший", Иркутская бизнес-единица

Месторождения Иркутской бизнес-единицы ПАО «Высочайший» (GV Gold) расположены в Бодайбинском районе – центре золотодобывающей промышленности Иркутской области. В данном регионе Компания владеет 14 лицензиями на участки недр, расположенных в пределах основных крупных рудно-россыпных узлов: Кудули-Хомолхинского, Маракано-Тунгусского и Бодайбинского. Иркутский проект останется значимым для Компании на протяжении еще десяти лет. Результаты геологоразведочных работ, проведенных в течение последних трех лет на месторождении Угахан, подтверждают, что его запасов (49 т) достаточно для компенсации большей части выбывающей ресурсной базы месторождения Голец Высочайший.
Тарынская бизнес-единица

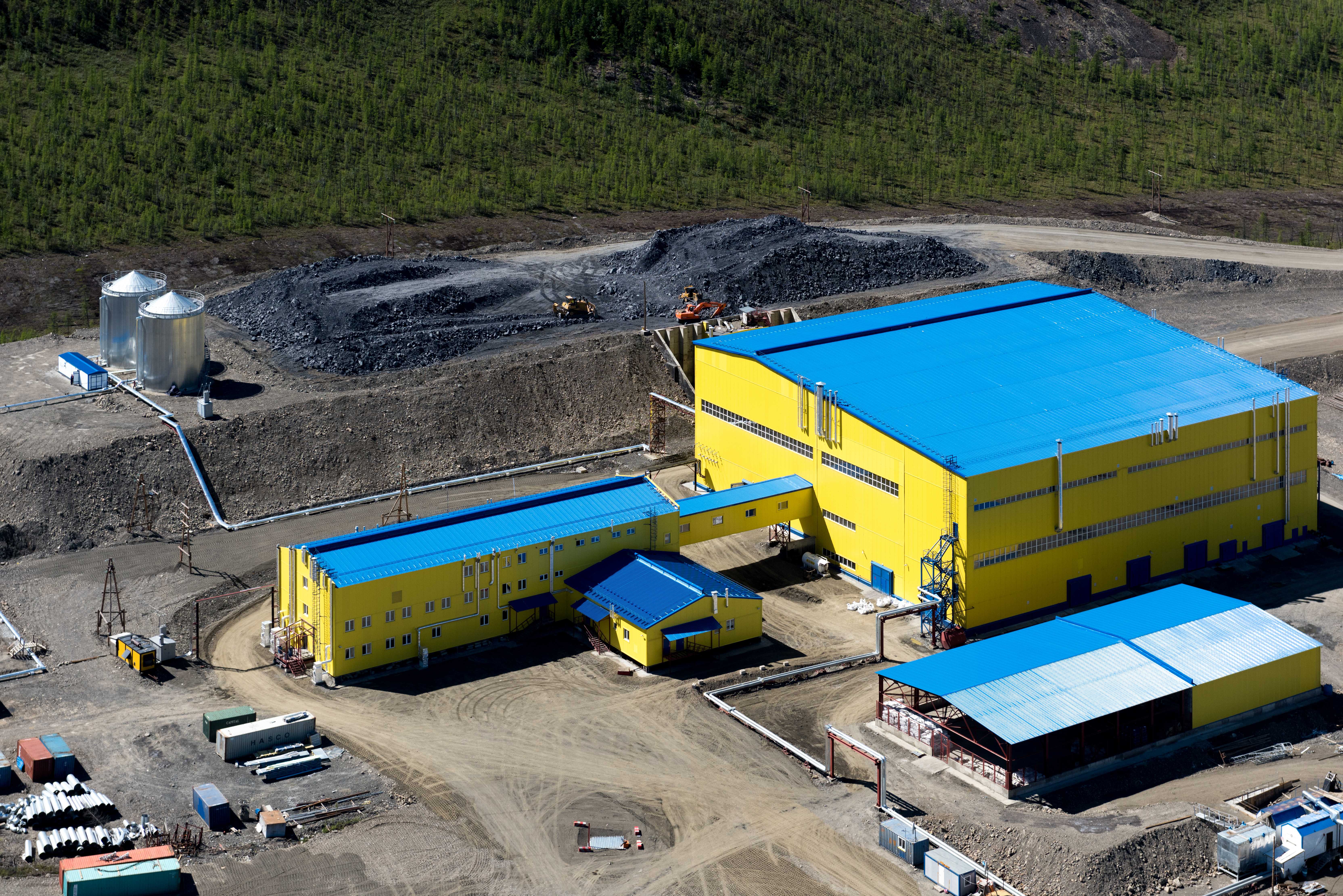
ЗИФ Тарынского ГОКа, Тарынская бизнес-единица

Тарынская бизнес-единица ведет работу по разведке и освоению лицензий Компании в Республики Саха (Якутия).
Основным объектом развития Тарынской бизнес-единицы является месторождение Дражное, расположенное в пределах Оймяконского района в 60 км на северо-восток от с. Оймякон и в 70 км на юг от пос. Усть-Нера. Это удаленный регион Якутии со слаборазвитой инфраструктурой и суровыми климатическими условиями. В 2017 году здесь был запущен в промышленную эксплуатацию Тарынский ГОК - крупнейший объект рудной золотодобычи Оймяконского улуса.
Алданская бизнес-единица

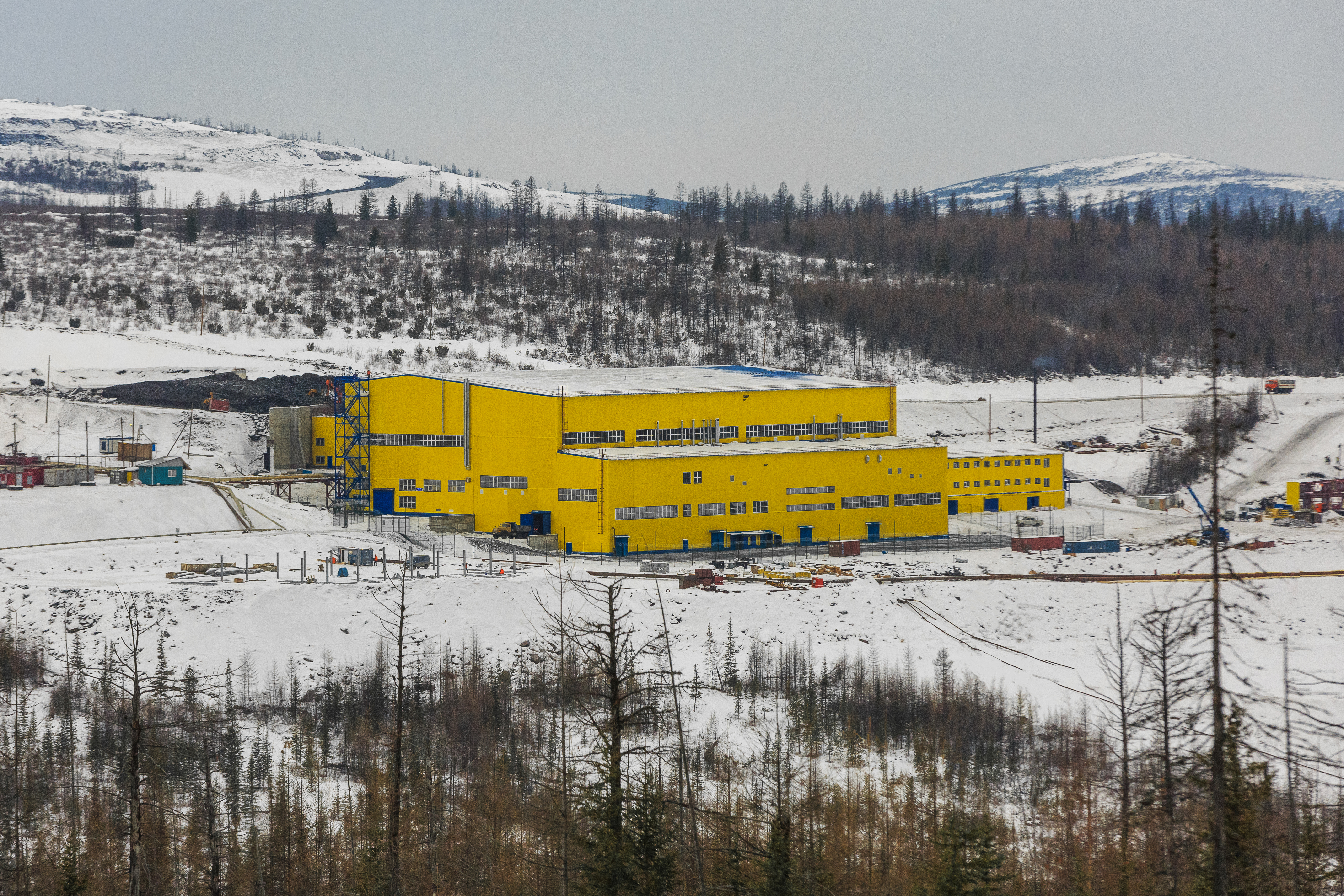
ГОК "Угахан", Иркутская бизнес-единица

Разработка погребенной россыпи Большой Куранах, которая является крупнейшим россыпным месторождением золота в России. Объект расположен в Алданском районе, в 20 км от г. Алдана. В районе Алдана имеется хорошо развитая инфраструктура, включающая в себя аэропорт, железную дорогу, автомагистрали и энергосети

## Современность
В 2023 года ПАО «Высочайший» реализовало 6,458 т золота. Это на 10,3% меньше, чем в 2022 году. Также было продано 1,49 т золота в концентрате (+1,6%).
- Голец Высочайший — 1,326 т (-39,2%);
- Угахан — 3,008 т (+13,2%);
- Алдан — 257 кг (-41,3%);
- Тарын — 1,867 т (-3,1%) аффинированного золота и 1,49 т (+1,6%) золота в концентрате[10].

## Собственники и руководство
Основные акционеры - Менеджмент компании, физические лица:
- Докучаев Сергей Владимирович, Председатель Совета директоров - 20,36%
- Опалева Наталия Владимировна, член Совета директоров - 20,36%
- Тихонов Валериан Анатольевич, член Совета директоров - 20,36%
- Кочетков Владимир Степанович, физическое лицо - 5,46%
- Васильев Сергей Анатольевич, физическое лицо - 0,91%

Акционеры Компании, юридические лица:
- Компания Brishurt Ltd - 6,37%
- Группа компаний BlackRock Ltd - 17,99%
- FAYWELD HOLDINGS Ltd - 2,95%